# Trittame gracilis
Trittame gracilis là một loài nhện trong họ Barychelidae. Loài này phân bố ờ Queensland.